# Санный спорт на зимних Олимпийских играх 1964
Соревнования по санному спорту на зимних Олимпийских играх 1964 года в Инсбруке прошли с 30 января по 5 февраля в Олимпийском саночном центре Инсбрука. В состязаниях приняли участие 68 спортсменов из 12 стран, были разыграны три комплекта наград — на одноместных и двухместных санях среди мужчин и одноместных санях среди женщин.
Решение о включении санного спорта в программу Олимпийских игр было принято в 1954 году на очередном заседании Международного олимпийского комитета — предполагалось, что он заменит более сложный в техническом смысле скелетон. Саночники должны были дебютировать уже на Олимпийских играх 1960 года в Скво-Вэлли, однако американская сторона посчитала возведение санной трассы слишком дорогим делом, и дебют тогда не состоялся. Строительство новой специализированной санной трассы началось в пригороде Инсбрука Игльсе в 1961 году, а в 1963-м здесь прошли тестовые заезды. Незадолго до начала Олимпиады во время тренировки на трассе насмерть разбился британский саночник польского происхождения Казимеж Кай-Скржипецкий, и на церемонии открытия его почтили минутой молчания.
Успешнее всех выступила сборная Германии, заняв пять призовых мест из девяти, в том числе выиграли две золотые медали. В мужском одиночном разряде первенствовал восточногерманский саночник Томас Кёлер, у женщин победу одержала его соотечественница Ортрун Эндерлайн. В двойках лучшими были австрийцы Йозеф Файстмантль и Манфред Штенгль.

## Медали

### Общий зачёт
| Место | Страна                          | Золото | Серебро | Бронза | Всего |
| ----- | ------------------------------- | ------ | ------- | ------ | ----- |
| 1     | Объединённая германская команда | 2      | 2       | 1      | 5     |
| 2     | Австрия                         | 1      | 1       | 1      | 3     |
| 2     | Италия                          | 0      | 0       | 1      | 1     |
|       | Всего                           | 3      | 3       | 3      | 9     |

### Медалисты
| Дисциплина         | Золото                                           | Серебро                                       | Бронза                                         |
| ------------------ | ------------------------------------------------ | --------------------------------------------- | ---------------------------------------------- |
| Одиночки (мужчины) | Томас Кёлер Объединённая германская команда      | Клаус Бонзак Объединённая германская команда  | Ханс Пленк Объединённая германская команда     |
| Одиночки (женщины) | Ортрун Эндерлайн Объединённая германская команда | Ильзе Гайслер Объединённая германская команда | Хелена Турнер Австрия                          |
| Двойки             | Австрия · Йозеф Файстмантль · Манфред Штенгль    | Австрия · Райнхольд Зенн · Хельмут Талер      | Италия · Вальтер Аусендорфер · Зигисфредо Майр |